# Mario Pavan
Mario Pavan (Vado Ligure, 9 ottobre 1918 – Pavia, 16 maggio 2003) è stato un entomologo, speleologo e politico italiano.

## Biografia
Nasce a Vado Ligure e si trasferisce all'età di due anni a Brescia; negli anni degli studi conosce e frequenta Corrado Allegretti, Leonida Boldori e il suo maestro Gian Maria Ghidini. A cavallo della seconda guerra mondiale, esplorò e descrisse moltissime grotte del bresciano. Conobbe e collaborò con i maestri francesi della speleologia e della biospeleologia, come Norbert Casteret e René Jeannel. 
Si laureò in Biologia nel 1943 all'Università di Pavia, dove svolse la sua intera carriera universitaria come professore di Entomologia e dove fondò l'Istituto di Entomologia nel 1964. Nell'ambito dei suoi studi sugli insetti, isolò ed esaminò almeno 15 sostanze biologicamente attive, prima fra tutte la Pederina.
Negli anni 50 cominciò la sua collaborazione con il Corpo Forestale dello Stato, per trapiantare nidi di formiche dalle Prealpi all'Appennino pavese, per la lotta contro gli insetti dannosi dei boschi, i cui studi e risultati furono poi riconosciuti dall'Organizzazione Internazionale di Lotta Biologica (OILB).
Il medesimo Corpo Forestale aveva poi identificato nel cuore delle Foreste Casentinesi un'area da valutare con attenzione, una porzione di foresta antichissima, con faggi di dimensioni fuori dall'ordinario, che secondo Pavan andava assolutamente protetta. Con l'appoggio dell'Università di Pavia, Pavan offrì la sua consulenza alle commissioni parlamentari che vararono la legge sulle Riserve naturali integrali dello Stato. La prima ad essere creata in Italia fu appunto quella di Sasso Fratino nel 1959, seguita da altre sedici, fra le quali quella della Val Grande nel 1965.
Fu così che Pavan cominciò a porsi in modo nuovo nei confronti dei problemi dell'ambiente e collaborò all'istituzione di oltre 300 riserve naturali in giro per il mondo nell'arco di circa 20 anni. All’estero si deve a Mario Pavan l’istituzione del Parco Nazionale del Paramo, sulle Ande dell'Ecuador, e del Parco Nazionale dell’Oltre Giuba, in Somalia. Per quanto riguarda quest’ultimo parco, sono ancora oggi leggibili le sue frasi preoccupate sul futuro della natura in Somalia settentrionale, dove già si vedeva avanzare rapida la desertificazione negli anni 70.
La sua pluridecennale attività in seno al Consiglio d'Europa, soprattutto come presidente del Comitato Europeo per la Salvaguardia della Natura e delle sue Risorse Naturali, creò le premesse affinché gli Stati membri adottassero iniziative significative per la salvaguardia dell’ambiente, come la redazione della Carta delle Foreste, della Carta europea del Suolo, della Carta europea dell’Acqua, della Carta sugli Invertebrati e della Carta Ecologica delle Regioni di Montagna in Europa, e costituissero una rete europea di Riserve Biogenetiche.
La sua totale dedizione ai gravi problemi che coinvolgono l’ambiente naturale mondiale, i molti incarichi nazionali e internazionali ricoperti, i suoi scritti sull’argomento lo portarono infine, nel 1987, a essere nominato Ministro dell’Ambiente.